# Fontanny rzymskie
Fontanny rzymskie (wł. Fontane di Roma) – jedno z najbardziej znanych dzieł włoskiego kompozytora Ottorino Respighiego, napisane w 1916 roku. Wraz z poematami symfonicznymi "Pinie rzymskie" (Pini di Roma) i "Święta rzymskie" (Feste Romane) składa się na tzw. trylogię rzymską.
Kłótnia z Arturo Toscaninim związana z włączeniem muzyki Wagnera do programu w czasie I wojny światowej odsunęła premierę o rok. W rezultacie publiczność po raz pierwszy usłyszała "Fontanny rzymskie" 11 marca 1917 w Teatro Augusteo pod dyrekcją Antonio Guarnierego. Przyjęcie było chłodne, ale Toscanini zaprezentował utwór w Mediolanie w 1918 roku i odniósł wielki sukces.

## Instrumentarium
Utwór jest skomponowany na dużą orkiestrę:
- dęte drewniane: piccolo, 2 flety, 2 oboje, rożek angielski, 2 klarnety - B i A, klarnet basowy B i A, 2 fagoty
- dęte blaszane: 4 waltornie F, 3 trąbki strojone w B i A, 3 puzony, tuba
- instrumenty perkusyjne: kotły, talerze, trójkąt, dzwony D, dzwonki orkiestrowe
- 2 harfy
- instrumenty klawiszowe: organy (ad lib.), fortepian, czelesta
- smyczki: skrzypce I i II, altówki, wiolonczele, kontrabasy

## Transkrypcje
"Fontanny rzymskie" są dostępne także w transkrypcji na dwa fortepiany, autorstwa kompozytora.

## Części utworu i program
W każdej z czterech części kompozytor chciał oddać nastrój otoczenia rzymskich fontann o różnych porach dnia i nocy oraz historie przez nie przywoływane.

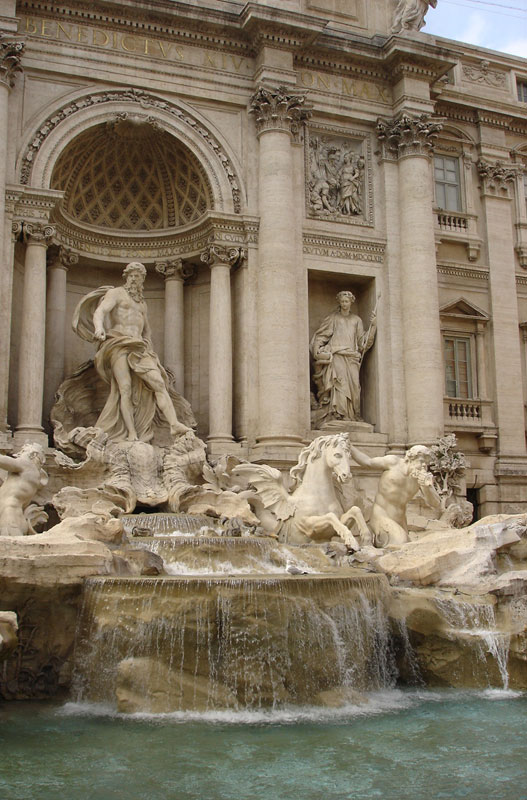
Rzeźby fontanny di Trevi

### 1. "La fontana di Valle Giulia all'alba"  ("Fontanna w Valle Giuliao świcie")
Pierwsza część ilustruje sielski krajobraz o świcie, gdy stada owiec są wyprowadzane na pełne rosy pastwiska.

### 2. "La fontana del Tritone al mattino" ("Fontanna Trytonarankiem")
Głośny sygnał rogów, mających imitować muszle, wprowadza na tle tremolo orkiestry w drugą część: fontannę Trytona. Najady i trytony gonią się wzajemnie, by w końcu oddać się nieokiełznanemu tańcowi w strumieniach wody.

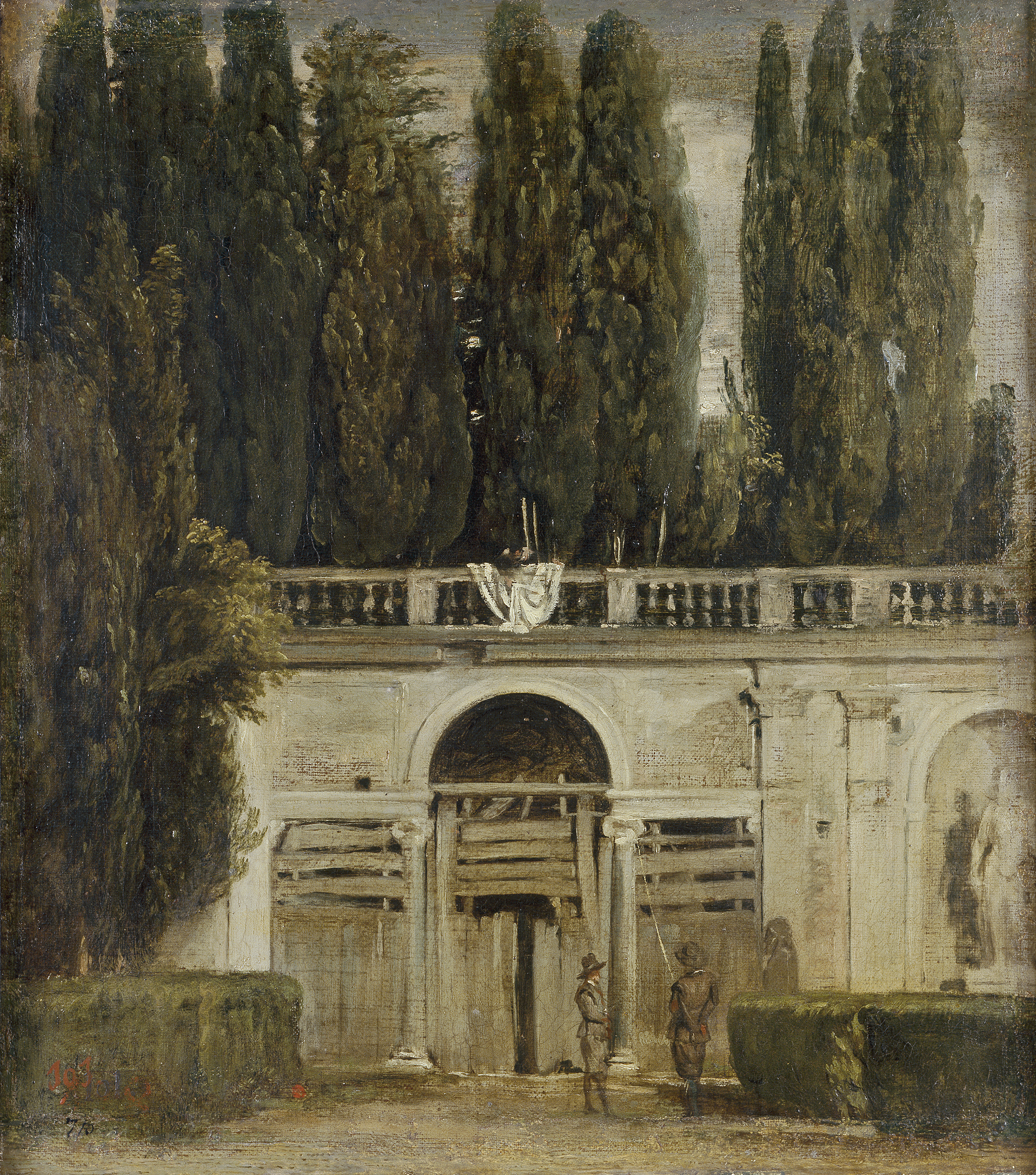
Villa Medici Diego Velazqueza

### 3. "La fontana di Trevi al meriggio" ("Fontanna di Treviw południe")
Uroczysty temat rozbrzmiewa na tle kołyszącej się orkiestry. Melodia zaprezentowana przez instrumenty dęte drewniane, zostaje przekazana do blaszanych i przybiera triumfalny charakter. Rozbrzmiewają fanfary. Ze skrzącej powierzchni wody wyłania się powóz Neptuna, ciągnięty przez konie morskie, z orszakiem syren i trytonów. Orszak oddala się, z dala słychać jeszcze odgłosy trąbek.

### 4. "La fontana di Villa Medici al tramonto" ("FontannaVilla Medicio zmierzchu")
Słońce zachodzi nad fontanną w Villa Medici. W melancholijny temacie orkiestra przywołuje bijące dzwony, szelest liści i śpiew ptaków. Wraz z nadejściem nocy zapada cisza.